# Iryna Kuratschkina
Iryna Aljaksandrauna Kuratschkina (belarussisch Ірына Аляксандраўна Курачкіна; * 17. Juni 1994 in Kruhlaje) ist eine belarussische Ringerin.

## Karriere
Iryna Kuratschkina nahm 2013 erstmals an Weltmeisterschaften teil. Im März 2016 gewann sie in der Klasse bis 53 kg EM-Bronze in Riga. Ein Jahr später folgte eine Silbermedaille bei den Weltmeisterschaften in Paris. Bei den Europameisterschaften 2018 gewann Kuratschkina die Goldmedaille in der Klasse bis 55 kg. 2019 sicherte sie sich erneut WM-Bronze und holte zudem bei den Europaspielen in Minsk die Goldmedaille in der Klasse bis 57 kg. Im Jahre 2021 errang Kuratschkina ihren zweiten Europameistertitel und gewann zudem bei den Olympischen Sommerspielen 2020 in Tokio, die aufgrund der COVID-19-Pandemie um ein Jahr später stattfanden, Silber der Klasse bis 57 kg. 
Anfang 2024 wurde Kuratschkina zum dritten Mal Europameisterin. Dieses Mal musste sie jedoch aufgrund des Russisch-Ukrainischen Krieges unter neutraler Flagge der Authorised Neutral Athletes starten.